# ليليان روجرز باركس
ليليان روجرز باركس (بالإنجليزية: Lillian Rogers Parks)‏ هي كاتِبة وخادمة المنزل أمريكية، ولدت في 1 فبراير 1897، وتوفيت في 6 نوفمبر 1997.